# Goran Kasum
Goran Kasum –en serbio, Горан Касум– (Bitola, 22 de junio de 1966) es un deportista serbio que compitió para Yugoslavia en lucha grecorromana.
Participó en tres Juegos Olímpicos de Verano, ocupando el quinto lugar en Seúl 1988, el sexto lugar en Barcelona 1992 y el 18.º en Atlanta 1996.
Ganó dos medallas de bronce en el Campeonato Mundial de Lucha, en los años 1990 y 1991, y una medalla de bronce en el Campeonato Europeo de Lucha de 1992.

## Palmarés internacional
| Representando a Yugoslavia |                        |                   |           |
| Campeonato Mundial         |                        |                   |           |
| Año                        | Lugar                  | Medalla           | Categoría |
| 1990                       | Ostia (Italia)         | Medalla de bronce | 82 kg     |
| 1991                       | Varna (Bulgaria)       | Medalla de bronce | 82 kg     |
| Representando a Yugoslavia |                        |                   |           |
| Campeonato Europeo         |                        |                   |           |
| Año                        | Lugar                  | Medalla           | Categoría |
| 1992                       | Copenhague (Dinamarca) | Medalla de bronce | 82 kg     |